# Панкрац II фон Ауершперг
Панкрац (Панкрациус) II фон Ауершперг (на немски: Pankraz/Pancratius II von Auersperg; * 24 февруари 1441; † 16 април 1496) е благородник от стария австрийски благороднически род Ауершперг от Словения.

## Произход
Той е син на много богатия Енгелхард I фон Ауершперг (1404 – 1466), главен кемерер в Каринтия и Виндише Марк, и съпругата му Схоластика фон Кьонигсберг († 1466), дъщеря на Дитрих фон Кьонигсберг († сл. 1438) и Анна фон Айбенщайн. Брат е на Лоренц (1442 – 1479) и Фолкард VII/VIII (1443 – 1508). Внук е на (Теобалд) Диполд I фон Ауершперг (1362 – 1423 или 1428) и Урсула фон Лихтенек (Лихтенег).
Баща му Енгелхард I се жени втори път за Маргарета фон Дитрихщайн.
Синът му Траян/Троян I фон Ауершперг (1495 – 1541) е издигнат на имперски фрайхер през 1531 г., а неговият правнук Йохан Вайкхард фон Ауершперг (1615 – 1677) става 1653 г. 1. княз на Ауершперг, херцог на Мюнстерберг и Франкенщайн.

## Фамилия
Панкрац II фон Ауершперг се жени на 30 юни 1469 г. в Св. Файт в Пфлаум (Риека) за Анна Франгепан (* ок. 1458; † 1498), дъщеря на Дуимо IV Франгепан († 1487), граф на Веглия (Крък), и Барбара фон Шаунберг († сл. 1492). Те имат 12 деца:
- Готфрид († сл. 1483, млад)
- Дариус († сл. 1485)
- Каспар († сл. 1487)
- Траян/Троян I (* 1495, Туриак; † 8 септември 1541, Виена), издигнат на имперски фрайхер 1531 г., женен на 24 август 1520 г. в Любляна за Анна фон Егкх цу Нойбург (* 1502; † сл. 1539)
- Розина († сл. 1525), омъжена I. 1503 г. за Каспар фон Бергхайм († 1520), II. за Ладислаус фон Турн
- Барбара, монахиня
- Катарина
- Моника
- София, омъжена за Йохан фон Татенбах
- Анна, омъжена за Андреас фон Ламберг